# ノーガハイド

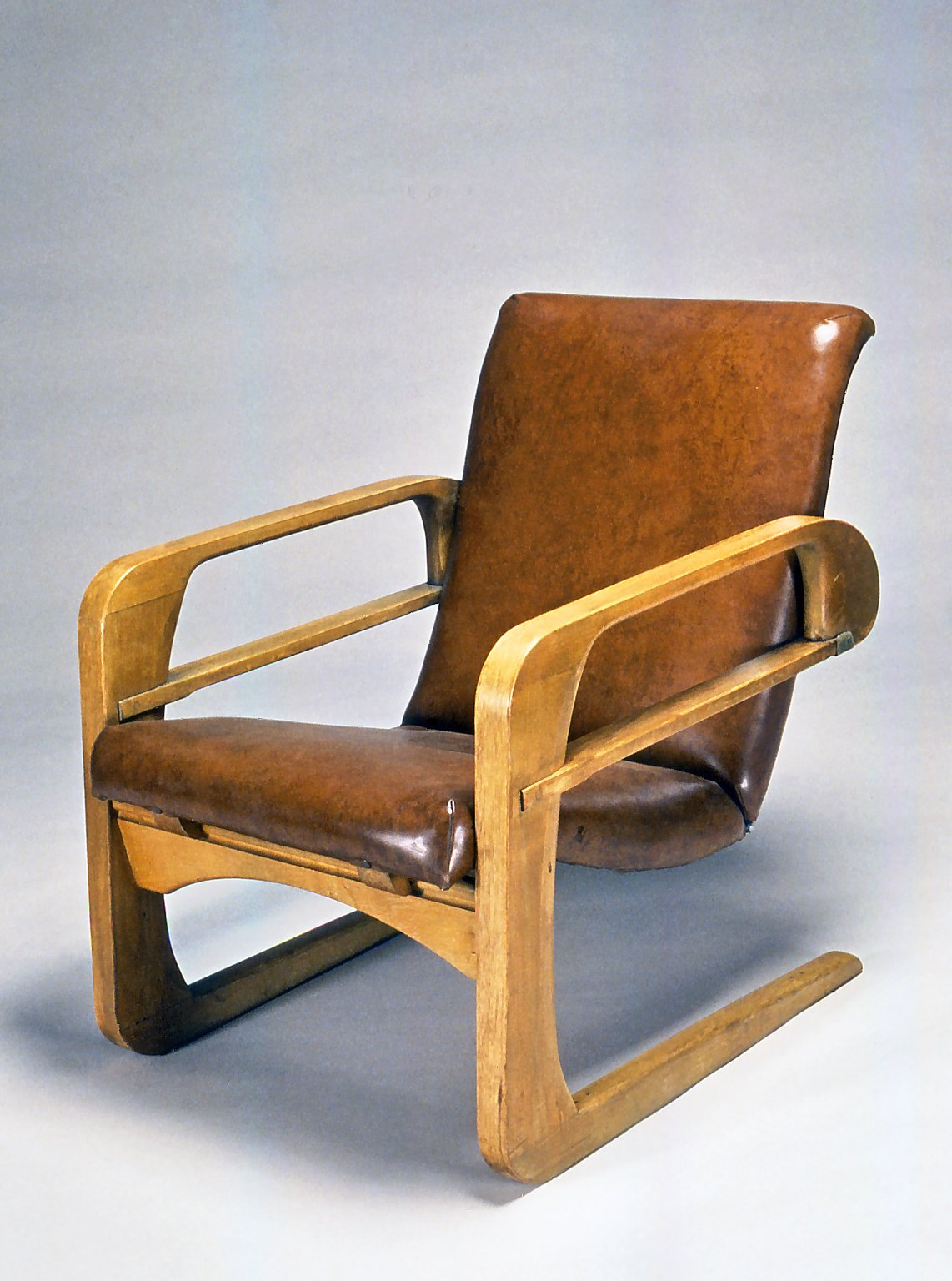
ノーガハイドを使用したケム・ウェーバーの「エアライン」アームチェア(1934年頃)

ノーガハイド（Naugahyde）は、アメリカの人工皮革のブランド名のひとつ。布にポリ塩化ビニルを吹き付けたビニールレザーの一種で、ユナイテッド・ステイト・ラバー・カンパニー（現・ユニロイヤル）社が売り出し、1960年代に広く普及した。通気性がないため、ソファやスーツケースなどに使われた。同社の所在地であるコネチカット州ノーガタックと、皮を表す言葉hideを合体させて命名された。

## 歴史
- 1920年 - 2月20日、布地に皮革繊維とゴムの化合物を塗布したノーガハイドが発明される。最初の製品はハンドバッグ[2]。
- 1930年 - ゴムをベースにしたノーガハイドが鉄道や自動車、映画館で使用される[2]。
- 1941年 - アメリカの第二次世界大戦参戦により鞄のほか靴、衣服へ使用が広がる[2]。
- 1966年 - 広告キャンペーン用キャラクター「ノーガ」を発表[2]。
- 1982年 - 真空成型に対応した製品を発表[2]。

## 宣伝用キャラクター「ノーガ」
まだビニールレザーが珍しかった1960年代、ノーガハイドが何の革なのかという問い合わせがメーカーに多数寄せられた。そこでユニロイヤル社は、「動物を殺傷しない人工皮革」という点を強調するために、「ノーガ」という架空の動物を創り上げ、これを宣伝材料に使った。同社の設定では、ノーガは18世紀にアメリカにもたらされたスマトラ原産の動物で、脱皮するので、動物を殺さないでその皮を利用することができる、というもの。ノーガハイドの端切れで「ノーガ」という名のキャラクター人形を作り、代理店や一般客に配って宣伝に利用した。1966年の誕生から1970年代にかけて使われたが、現在は復刻版や企業とコラボレーションしたものが出ている。